# Beethoven Academie
De Beethoven Academie, oorspronkelijk het Nieuw Belgisch Kamerorkest, was een Belgisch kamerorkest actief van 1985 tot 2006. Het orkest had zijn thuisbasis in deSingel in Antwerpen.
Oprichter en eerste artistiek leider en dirigent was Jan Caeyers. Zakelijke ondersteuning kwam er van Dries Sel. Het ensemble bracht regelmatig werk van Schubert, Mendelssohn en Beethoven. In 1993 kreeg het orkest de naam Beethoven Academie. Toen de subsidies voor de Beethoven Academie in 2006 werden stopgezet, werd het kamerorkest opgedoekt.
Uit de blazerssectie van het Nieuw Belgisch Kamerorkest ontstond in 1987 I Solisti del Vento, dat zelfstandig verder werkte vanaf 1996.